# Tuntum
Tuntum é um município brasileiro no estado do Maranhão, Região Nordeste do país. Localiza-se no centro maranhense e sua população em 2022 era de 36 251 habitantes.

## História
A origem do nome pode ter referência com a onomatopeia criada pelo toque dos tambores dos índios guajajaras e canelas presentes no interior do Maranhão veio o nome de Tuntum.
“O lugarejo Tuntum começou sua povoação por volta de 1890, quando José Naziozeno e sua família, vindo do lugar Repartição, pertencente a Barra do Corda, passou a morar próximo a um Olho D`Água situado a margem esquerda do riacho Tuntum cujo local é conhecido pelo nome de Brejo do Caboclo Naziozeno”.
Em 1902, chegava a Tuntum o casal Manoel José e Alexandrina, em companhia dos filhos e passam a morar à margem esquerda do riacho, próximo do olho d`água da Macuiba, cuja morada recebeu o nome de “Paca”, esse local mais tarde foi habitado também por seus genros Alipio Benvida.
Manoel Benvida e Anunciato Borges. Sendo a terra desse lugarejo, um lugar fértil para o plantio do arroz, foi atraindo vários outros moradores.
Por volta de 1906, chegava a Tuntum a família dos Carneiros vindo da Passagem Franca, capitaniada por Francisco Santos e foram morar a margem direita do riacho. O local passou a a ser chamado de Sítio dos Carneiros, assim a povoação ia crescendo, com a chegada das famílias de Luís Coelho (1910), Honório de Araújo (1920) Correia Lima e Tavares Viana. Nessa época também chegaram no município, Francisco Andrade e seus irmãos, vindo de Pasto Bons.
Em 1936 era a vez da família Correia chegar a esta povoação e com eles inauguração do primeiro comércio a varejo do Sr. Estevão Correia e a indústria de algodão do Sr. Francisco Coelho.
Em 1940, era vez das famílias Arruda Leda, chefiada por Ariston Arruda Leda, chegarem a esta povoação o qual encontrou, um amontoado de palhoças a ser o líder político e chegou a ser Prefeito de Presidente Dutra, que lutou pela emancipação de Tuntum e depois foi o 1º Prefeito eleito desse novo município.
Elevado à categoria de município com a denominação de Tuntum, pela lei estadual nº 1362, de 12-09-1955, desmembrado de Presidente Dutra. Sede no atual distrito de Tuntum ex-povoado. Constituído de 2 distritos: Tuntum e São Joaquim dos Melos. Instalado em 27/12/1955.
Em divisão territorial datada de 1º/07/1960, o município é constituído de 2 distritos: Tuntum e São Joaquim dos Melos.
Assim permanecendo em divisão territorial datada de 2005.

## Geografia
De acordo com a divisão regional vigente desde 2017, instituída pelo IBGE, o município pertence às Regiões Geográficas Intermediária e Imediata de Presidente Dutra. Até então, com a vigência das divisões em microrregiões e mesorregiões, fazia parte da microrregião do Alto Mearim e Grajaú, que por sua vez estava incluída na mesorregião do Centro Maranhense.
Demografia
De acordo com Censo Demográfico de 2022, a população do município de Tuntum era de 36.251 habitantes e a densidade demográfica era de 10,76 habitantes por quilômetro quadrado. Comparando-se com outros municípios do estado do Maranhão, ficava nas posições 38 e 166 de 217.
| População no último censo [2022] | 36.251 pessoas                          |
| População estimada [2024]        | 37.401 pessoas                          |
| Densidade demográfica [2022]     | 10,76 habitante por quilômetro quadrado |

Fonte: IBGE
Educação
Em 2010, a taxa de escolarização de 6 a 14 anos de idade era de 96,2%. Comparando-se com os outros municípios do estado do Maranhão, ficava na posição 138 de 217. Já se levando em consideração todos os municípios do Brasil, tem-se a posição 4435 de 5570.
| Taxa de escolarização de 6 a 14 anos de idade [2010]             | 96,2 %           |
| IDEB – Anos iniciais do ensino fundamental (Rede pública) [2023] | 4,9              |
| IDEB – Anos finais do ensino fundamental (Rede pública) [2023]   | 4,4              |
| Matrículas no ensino fundamental [2023]                          | 5.071 matrículas |
| Matrículas no ensino médio [2023]                                | 1.200 matrículas |
| Docentes no ensino fundamental [2023]                            | 337 docentes     |
| Docentes no ensino médio [2023                                   | 66 docentes      |
| Número de estabelecimentos de ensino fundamental [2023]          | 49 escolas       |
| Número de estabelecimentos de ensino médio [2023]                | 7 escolas        |

Fonte: IBGE
Economia
Em 2021, o PIB per capita do município de Tuntum era de R$ 8.646,78. Comparando-se com outros municípios do estado do Maranhão, ficava na posição 126 de 217 e na 5313 de 5570, levando-se em consideração todos os municípios do Brasil.
| Salário médio mensal dos trabalhadores formais [2022]                                             | 2,0 salários mínimos |
| Pessoal ocupado [2022]                                                                            | 1.906 pessoas        |
| População ocupada [2022]                                                                          | 5,26%                |
| Percentual da população com rendimento nominal mensal per capita de até 1/2 salário mínimo [2010] | 53,8%                |

Fonte: IBGE
Saúde
Em 2022, a taxa de mortalidade infantil média na cidade era de 16,88 para 1.000 nascidos vivos. Comparando-se com todos os municípios do Maranhão, ficava na posição 82 de 217. Para além, tendo como base o ano de 2009, o município de Tuntum contava com 19 estabelecimentos de saúde.
Meio Ambiente
Em 2010, apresentava 11,4% de domicílios com esgotamento sanitário adequado, além de 60,1% de domicílios urbanos em vias públicas com arborização e 14,5% de domicílios urbanos em vias públicas com urbanização adequada.
| Bioma predominante [2024]             | Cerrado  |
| ------------------------------------- | -------- |
| Área urbanizada [2019]                | 5,76 km² |
| Esgotamento sanitário adequado [2010] | 11,4 %   |
| Arborização de vias públicas [2010]   | 60,1%    |
| Urbanização de vias públicas [2010]   | 14,5%    |

Fonte: IBGE

## Turismo
A cidade se destaca entre as muitas na região central maranhense com os Festejos do Padroeiro São Raimundo Nonato que duram entre os dias 22/08 a 31/08, onde é comemorado o dia do Padroeiro. O Carnaval cresce a cada ano se destacando as bandas locais. O Balneário da Aldeia e da Tiúba também encantam a cidade. A culinária tem como exemplos: torresmo, galinha caipira, panelada, peixes etc. A Barragem do Rio Flores localiza-se parcialmente na cidade de Tuntum.